# Szczecin Dunikowo
Szczecin Dunikowo – przystanek osobowy Szczecińskiej Kolei Metropolitalnej w Szczecinie, w województwie zachodniopomorskim, w Polsce.
Przystanek został otwarty 16 lipca 2024 roku. Od 1 września 2024 roku zaszły zmiany w kursowaniu komunikacji miejskiej w Szczecinie oraz poprawy dostępności do strefy przemysłowej w Dunikowie. W tym celu wybrane kursy linii 56 zostały wydłużone do pętli "SKM Dunikowo" znajdującej się tuż obok przystanku osobowego. Autobusy kursują wyłącznie w dni robocze i soboty.